# 加拿大帝国商业银行广场

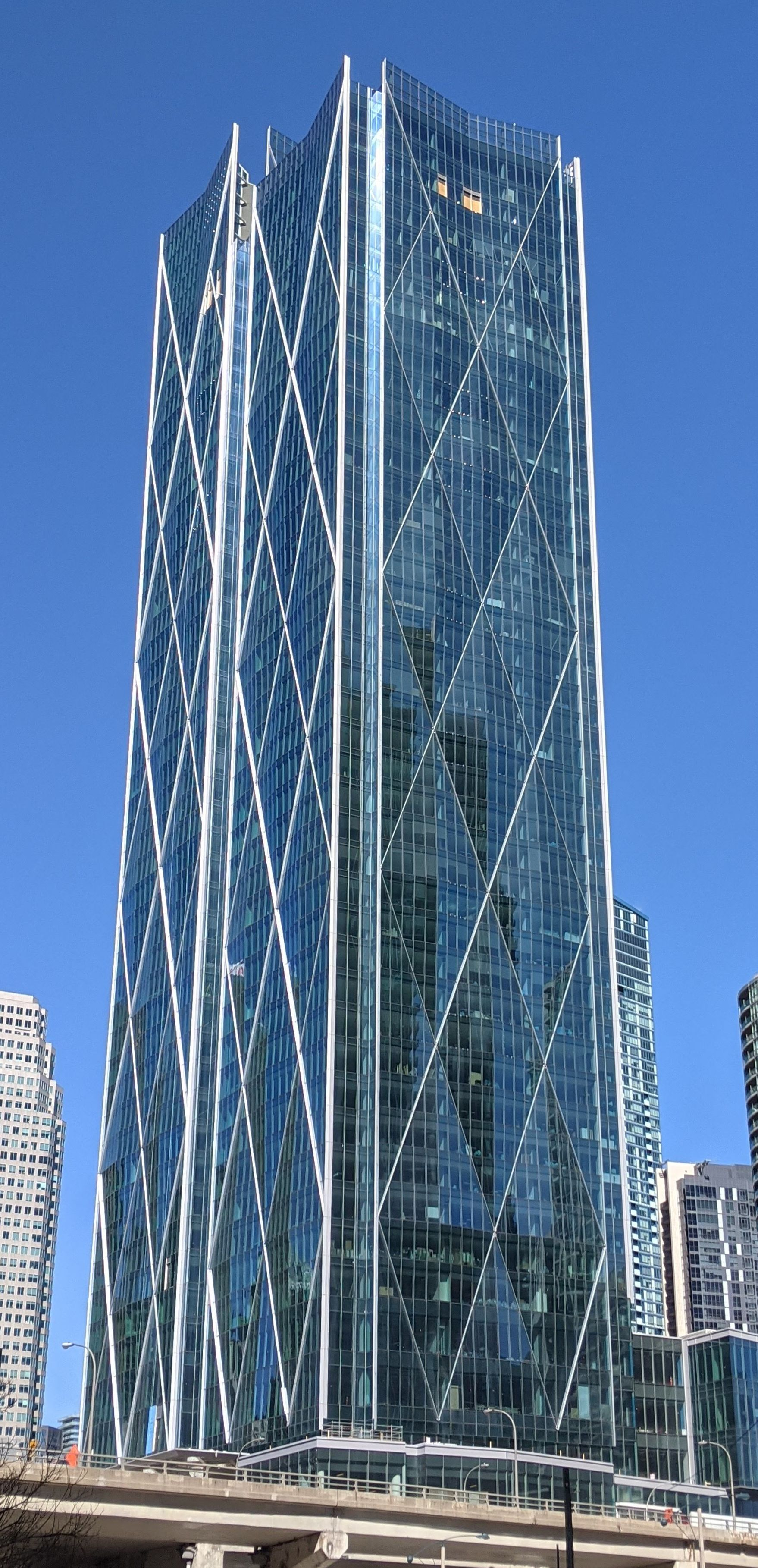
March 2021

加拿大帝国商业银行广场（开发早期被称为Bay Park中心）是位于加拿大多伦多市金融区南端，正在施工的办公综合体。该综合体建于Bay Street，坐落于Front Street以南，并特别以其租客加拿大帝国商业银行（CIBC）命名。这里将作为加拿大帝国商业银行新的全球总部，到时将汇聚大约15,000名员工，他们来自大多伦多地区几处该银行租用的办公楼，包括位于Commerce Court综合体的当前总部。
该综合体占地面积为2,900,000平方尺（270,000平方米），将由2栋49层的大厦组成，并分两阶段完成：南楼将替代原有停车场，并将全新GO运输公共汽车终点站纳入其中，计划于2020年启用。而北楼，将建于自治领公共大楼背面的现联合车站公共汽车终点站所在位置，将于2023年启用。两楼之间将由名为Sky Park的空中走廊连接，建于火车行使通道之上。
综合体的开发由Ivanhoé Cambridge和Hines共同负责，所用土地从都会联通（以及市政所有多伦多停车管理局的停车场）处购得，并由英国建筑事务所WilkinsonEyre和多伦多本地公司Adamson Associates共同设计完成。
2017年6月21日，在南楼破土仪式中，全新综合体名称对外宣布，即加拿大帝国商业银行广场。

## 主要租客
CIBC将成为该综合体的首要租客，租用1,750,000平方尺（163,000平方米），或占可租用空间的60%。
波士顿咨询公司将租用月85,000平方尺，作为其将来在加拿大的总部。
都会联通将在新综合体的南楼新建公共汽车终点站，替代联合车站公共汽车终点站和多伦多长途汽车终点站。但原有的 CP Express & Transport大楼月台门和石灰岩外墙的命运未知，因其将被位于Bay Street 141号的大楼替代，可能一同并入现公共汽车终点站。

## 零售综合体
2栋大楼下方将建设4层裙楼组成的零售空间， 包括 CIBC 零售分行旗舰店。

## Bay Park
综合体南边将特别修建公园，将与规划中的 Rail Deck 公园相似。

## 也可参看
- Commerce Court